# 琉森鎚

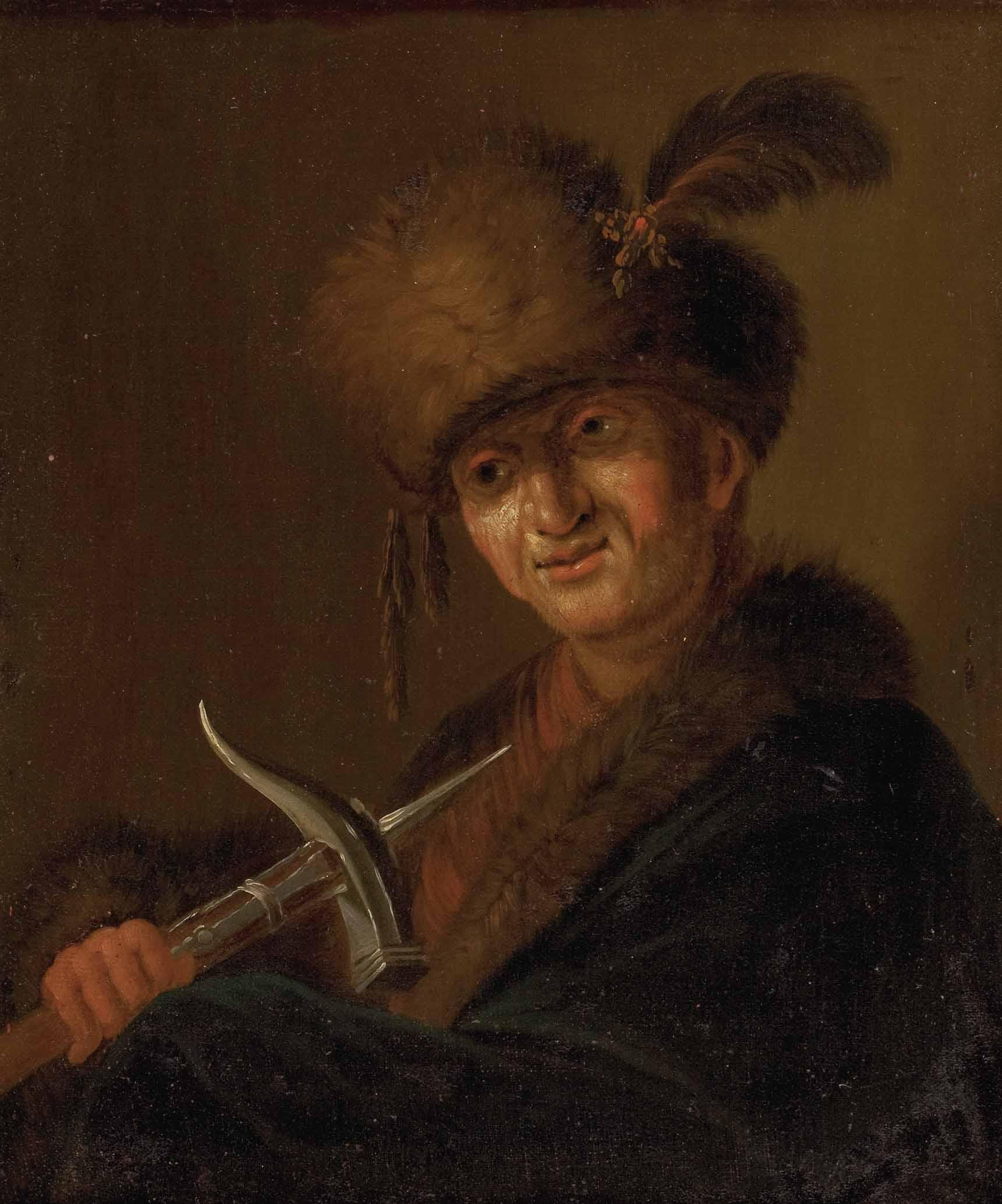
琉森鎚的鎚頭。

琉森鎚是一種長柄武器，在15至17世紀時流行於瑞士，是由一種叫作鴉喙的武器與鈍戰鎚的結合。
這個名稱來自於瑞士的琉森，由於這個地點發現了許多琉森鎚。此武器的槌子的部分實際上有三到四個尖端，被裝在兩公尺長的桿子上。尾端有裝設長尖鋒，而最頂端有更長的尖鋒。此槌可以有效地毆擊或刺穿盔甲，就如同用捕人器來抓下馬騎士般有效。

## 外部連結
- 中世紀的長柄斧 （页面存档备份，存于）
- 琉森槌圖片 （页面存档备份，存于）